# Жабченська сільська рада
Жа́бченська сільська́ ра́да — адміністративно-територіальна одиниця та орган місцевого самоврядування в Горохівському районі Волинської області. Адміністративний центр — село Жабче.

## Загальні відомості
- Територія ради: 15,85 км²
- Населення ради: 519 осіб (станом на 2001 рік). Кількість дворів — 159.
- Територією ради протікає річка Дежа.

## Населені пункти
Сільраді підпорядковані населені пункти:
- с. Жабче
- с. Сергіївка

## Населення
За переписом населення України 2001 року в сільській раді мешкало 514 осіб.

### Мова
Розподіл населення за рідною мовою за даними перепису 2001 року:
| Мова       | Відсоток |
| ---------- | -------- |
| українська | 99,42 %  |
| російська  | 0,58 %   |

## Господарська діяльність
В Жабченській сільській раді працює 1 школа: неповна середня, бібліотека, сільський клуб, 1 медичний заклад, 1 відділення зв'язку, 2 АТС на 14 номери, 3 торговельних заклади.
По території сільської ради проходить О030208.

## Склад ради
Рада складається з 12 депутатів та голови.
- Голова ради: Фандич Людмила Борисівна
- Секретар ради: Щур Ольга Михайлівна

### Керівний склад попередніх скликань
| Прізвище, ім'я, по батькові | Основні відомості                                                               | Дата обрання | Дата звільнення |
| --------------------------- | ------------------------------------------------------------------------------- | ------------ | --------------- |
| Фандич Людмила Борисівна    | Сільський голова, 1961 року народження, освіта середня спеціальна, позапартійна | 26.03.2006   | 31.10.2010      |
| Фандич Людмила Борисівна    | Сільський голова, 1961 року народження, освіта середня спеціальна, позапартійна | 31.10.2010   | 25.10.2015      |
| Фандич Людмила Борисівна    | Сільський голова, 1961 року народження, освіта професійно-технічна, безпартійна | 25.10.2015   |                 |

Примітка: таблиця складена за даними сайту Верховної Ради України та ЦВК

### Депутати VII скликання
За результатами місцевих виборів 2015 року депутатами ради стали:

#### За суб'єктами висування
| Суб'єкт висування | Кількість обраних депутатів | %      |
| ----------------- | --------------------------- | ------ |
| Самовисування     | 12                          | 100.00 |

#### За округами
| № округу | Прізвище, ім'я, по батькові   | Ким висунуто  | Дата нар.  | Освіта              | Партійна приналежність                                        | Відомості                                  |
| -------- | ----------------------------- | ------------- | ---------- | ------------------- | ------------------------------------------------------------- | ------------------------------------------ |
| 1        | Труб'юк Лариса Андріївна      | Самовисування | 14.04.1971 | професійно-технічна | безпартійна                                                   | Не працює                                  |
| 2        | Зубатюк Володимир Ярославович | Самовисування | 21.04.1962 | професійно-технічна | член Аграрної партії України                                  | Магазин, приватний підприємець             |
| 3        | Лук'янова Наталія Андріївна   | Самовисування | 06.12.1971 | професійно-технічна | член політичної партії Всеукраїнське об'єднання «Батьківщина» | Магазин, подавець                          |
| 4        | Воронка Василь Іванович       | Самовисування | 22.01.1962 | професійно-технічна | безпартійний                                                  | Не працює                                  |
| 5        | Щур Ольга Михайлівна          | Самовисування | 15.01.1963 | професійно-технічна | безпартійна                                                   | Жабченська сільська рада, секретар         |
| 6        | Буковська Людмила Яронівна    | Самовисування | 25.07.1978 | професійно-технічна | безпартійна                                                   | Не працює                                  |
| 7        | Денисюк Тетяна Григорівна     | Самовисування | 01.02.1969 | професійно-технічна | безпартійна                                                   | Магазин, продавець                         |
| 8        | Ліщук Тамара Степанівна       | Самовисування | 01.02.1961 | професійно-технічна | безпартійна                                                   | Не працює                                  |
| 9        | Кравчук Леонід Павлович       | Самовисування | 18.08.1976 | професійно-технічна | безпартійний                                                  | Жабченська ЗОШ І-ІІ ст., оператор котельні |
| 10       | Аврамук Валентина Миколаївна  | Самовисування | 10.08.1976 | професійно-технічна | безпартійна                                                   | Не працює                                  |
| 11       | Лисий Володимир Порфирійович  | Самовисування | 10.11.1958 | вища                | безпартійний                                                  | СФГ «Світанок», голова СФГ                 |
| 12       | Климюк Микола Кіндратович     | Самовисування | 03.01.1955 | професійно-технічна | безпартійний                                                  | Не працює, пенсіонер                       |